# Dreambox
Il dreamBox è un decoder basato su tecnologia Linux per la ricezione digitale DVB di canali satellitari, via cavo e digitale terrestre come set-top box. È prodotto in Germania dall'azienda Dream Multimedia. Il firmware è aggiornabile dagli utenti per mezzo di immagini ufficiali o di terze parti. Tutte le unità supportano il sistema DreamCrypt CA, mentre con l'emulazione software di CAM è possibile accedere a molti sistemi CA.
Grazie alla natura del suo firmware open source, che ne permette una completa personalizzazione a seconda delle esigenze del singolo utente, è considerato da molti esperti come il migliore (o almeno uno dei migliori) decoder oggi in commercio.

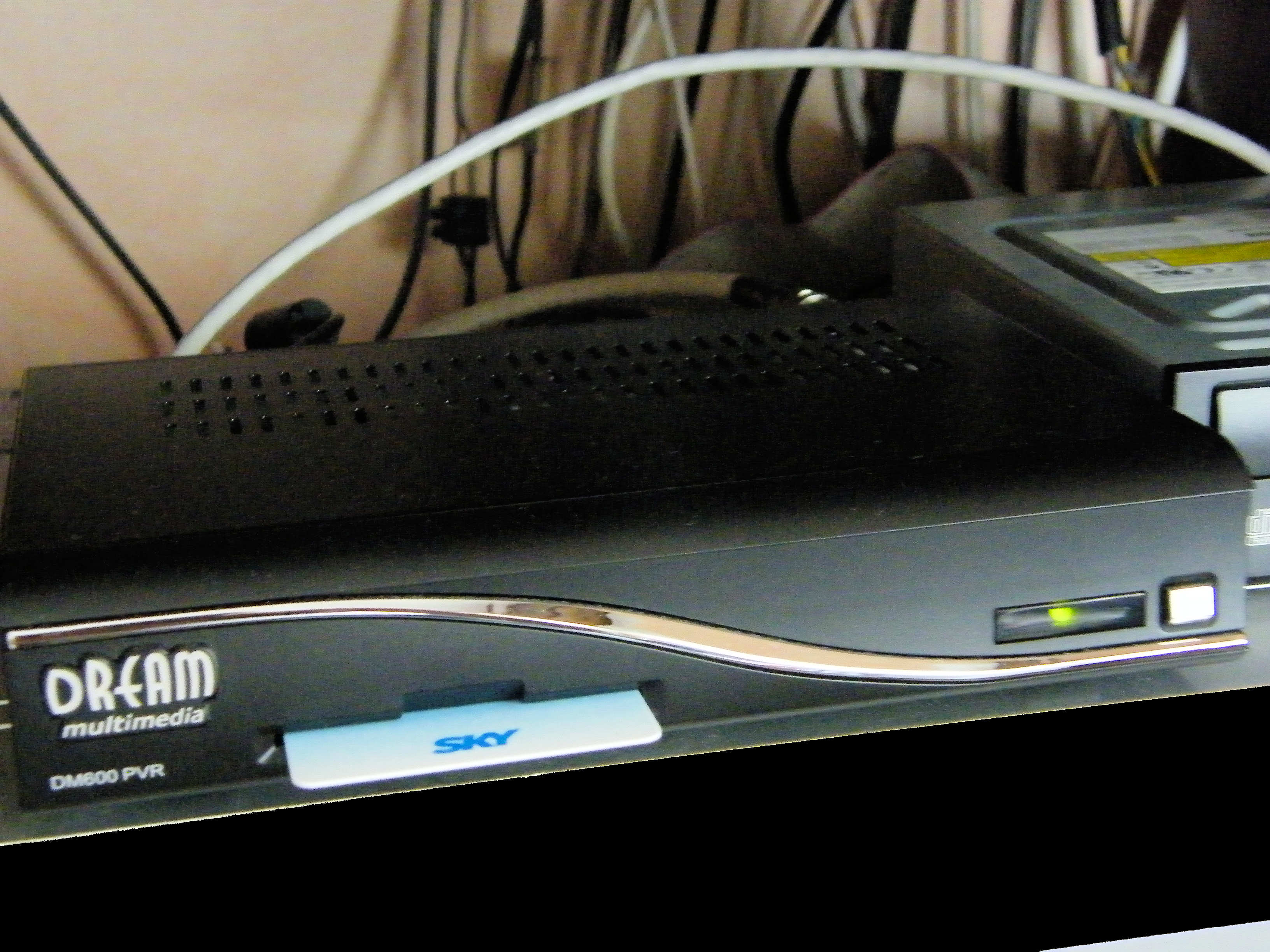
un Dreambox 600PVR

Il lavoro di sviluppatori non ufficiali e l'uso della scheda ethernet integrata permettono tra le altre cose anche il processo noto come card sharing.

## Modelli
Ad oggi, nel 2011, sono prodotti e disponibili 7 modelli di DreamBox, ciascuno equipaggiabile con 3 tipi di tuner identificati da una lettera dopo il numero del modello (-S=Satellite, -T=Terrestre, -C=Cavo). Sono il DM100, il DM600, il DM800 HD, il DM 800 HD se, il DM8000 HD, il DM500 HD ed il nuovissimo DM 7020 HD.
Segue una panoramica generale sui modelli oggi in commercio, quelli fuori produzione, i prototipi e quelli previsti per il futuro:

### I vecchi modelli: DM 5620 - DM 7000 - DM500
I primi due modelli, presentati sul mercato tra il 2002 e il 2003, furono il DM 5620 (sostituto del DM 5600 che era sprovvisto di porta ethernet) e il DM 7000.
Il DM 5620 non poteva montare nessun disco rigido e non ha avuto molto successo tra gli sviluppatori. Tuttavia già la presenza della porta ethernet (primo decoder in vendita ad averla) permetteva (come tutti i modelli successivi quando non dotati di disco rigido) di registrare comunque sul disco rigido di un PC ad esso collegato.
Il DM 7000 aveva tutte le caratteristiche del DM 500, ma ha in più 32MB di RAM, lo slot Common Interface, un doppio lettore di smart card, un lettore per Compact Flash, una porta USB e un'interfaccia IDE per ospitare all'interno un hard disk da 3.5" per diventare un video registratore digitale. Ha avuto ed ha tuttora un vasto supporto in rete tra gli sviluppatori dei firmware, anche se oggi il suo posto di "stato dell'arte dei decoder" è stato scavalcato dai modelli successivi (DM 7020 e DM 7025).
Il DM 500 è stato il DreamBox più piccolo ed economico, è dotato di un processore IBM PowerPC da 250 MHz e una porta Ethernet. Gli standard supportati sono: ricezione free to air con codifica MPEG 1 & 2 ed è dotato di un singolo lettore di smart card. Non più in produzione.
Famosi anche i cloni ancora adesso costruiti in Cina e diffusissimi, molti identici al DM 500 tanto da essere spacciati per originali, altri con nomi diversi tipo Unixbox, Inetbox, ecc., questi ultimi attualmente in produzione.
Nel 2008 è stato commercializzato anche un modello più potente, il DM 500+, con a bordo 64Mb di RAM, subito fuori produzione per la scarsa vendita.
Nel febbraio 2010 è uscito il modello DM 500 HD, il più piccolo dreambox in alta definizione. In vendita in Italia da marzo 2010.
Il DM 5620, il DM 500 ed il DM 7000 oggi non sono più in produzione, anche se ovviamente si trovano sul mercato dell'usato.

### Il più semplice: DM 100
Il modello entry level è il DM 100, sostituto del glorioso DM 500 e primo modello a non adottare Enigma. Molto scarno nell'equipaggiamento, possiede un card reader, una LAN ed una porta USB. Uscito nel 2008 la diffusione risulta ancora lenta ed è data dall'incompatibilità con gli attuali firmware del suo predecessore DM 500 tra l'altro il più diffuso tra tutti gli altri modelli.

### Il più diffuso: DM 7020
Il DM 7020 è essenzialmente un DM 7000 con 64MB di RAM ma il file system è stato modificato e non usa più il root.cramfs. Gran parte delle immagini dei firmware previsti per il DM 7000 sono però ugualmente compatibili con il DM 7020, questo aspetto ne ha decretato un successo commerciale per il momento maggiore rispetto al DM 7025.
Ultima novità è il 7020Xi (dove al posto della X c'è la lettera relativa al tipo di tuner installato: S = satellite, T = terrestre, C = cavo), che presenta un alimentatore potenziato e separato dalla motherboard: un particolare non trascurabile, visti i problemi passati dei Dreambox legati all'alimentatore.
Il 7020Xi sfrutta al 100% le immagini create per il 7000 e il 7020.
BUG: le prime serie di Dreambox 7020 con tuner Philips (successivamente sostituito dal tuner ALPS) erano afflitte da un problema di lentezza della LAN, il trasferimento dalla scheda di rete risultava molto lento, anche limitato a 3/400 kbps!
La soluzione approssimativa del problema proposta dalla casa produttrice è un'opzione del menu di configurazione chiamata "Network Fix" che al termine della fase di bootstrap reimposta i parametri MTU e di media-link del driver NE2000 del Kernel.
La soluzione definitiva è una modifica hardware del decoder che consiste nella sostituzione o messa in parallelo di due condensatori collocati vicino al chip della scheda di rete ASIX 88796.
La soluzione è stata proposta da un appassionato ed è possibile trovare una guida tecnica e fotografica dell' "[Hardware Network Fix for DM7020]" sul suo blog personale.

### Il primo con doppio Tuner: DM 7025
Il DM 7025 è essenzialmente un DM 7020 con l'aggiunta di un secondo tuner di tipo "snapin", un processore da 300 MHz e 128MB di RAM. Il secondo tuner può essere di tipo uguale al primo (ad esempio, con due tuner satellitari è possibile registrare e vedere due programmi su diversa banda e polarizzazione) oppure di tipo diverso (ad esempio inserendo un tuner digitale terrestre di fianco al tuner preinstallato per il digitale satellitare, rendendolo in questo modo più completo). La CPU montata non è più la consueta IBM ma una nuova ATI basata su architettura MIPS. Questo rende incompatibile il decoder con i firmware creati per il DM 7000 e DM 7020, che necessitano di essere ricompilati e riadattati per essere usati sul nuovo hardware.
Il DM 7025+ è un 7025 con display OLED e alimentazione potenziata.

### Il piccolo versatile: DM 600 PVR
Il DM 600, presentato nel 2006 ed uscito nel 2007 inoltrato, è di fatto un DM 500 che però, a differenza di quest'ultimo, può montare anche un disco rigido. È comunque poco diffuso, visto il costo più vicino ad un DM 7020 che al modello di riferimento DM 500.

### Il primo HDTV: DM 800 HD PVR
Il DM 800 è il primo modello ad alta definizione, ha dimensioni simili al DM 600 PVR ma con un piccolo display OLED. Monta una memoria Flash di 64 MB, 256 MB DDR RAM, 1 Porta SATA per l'inserimento di un hard disk interno da 2,5", 1 Porta E-SATA per hard disk esterni, 2 Porte USB 2.0 e soprattutto utilizza un Connettore DVI per l'uscita in alta definizione collegabile al televisore attraverso un cavo adattatore DVI-HDMI così la Dream Multimedia non paga le royalty imposte di 4 centesimi a pezzo.
Curiosità: data la dimensione piccola e specie per un bug noto, tali modelli sono noti per il loro surriscaldamento, risolto con una patch fornita dalla Dream Multimedia nel 2008, mentre gli attuali modelli in produzione sembrano non avere questo difetto.

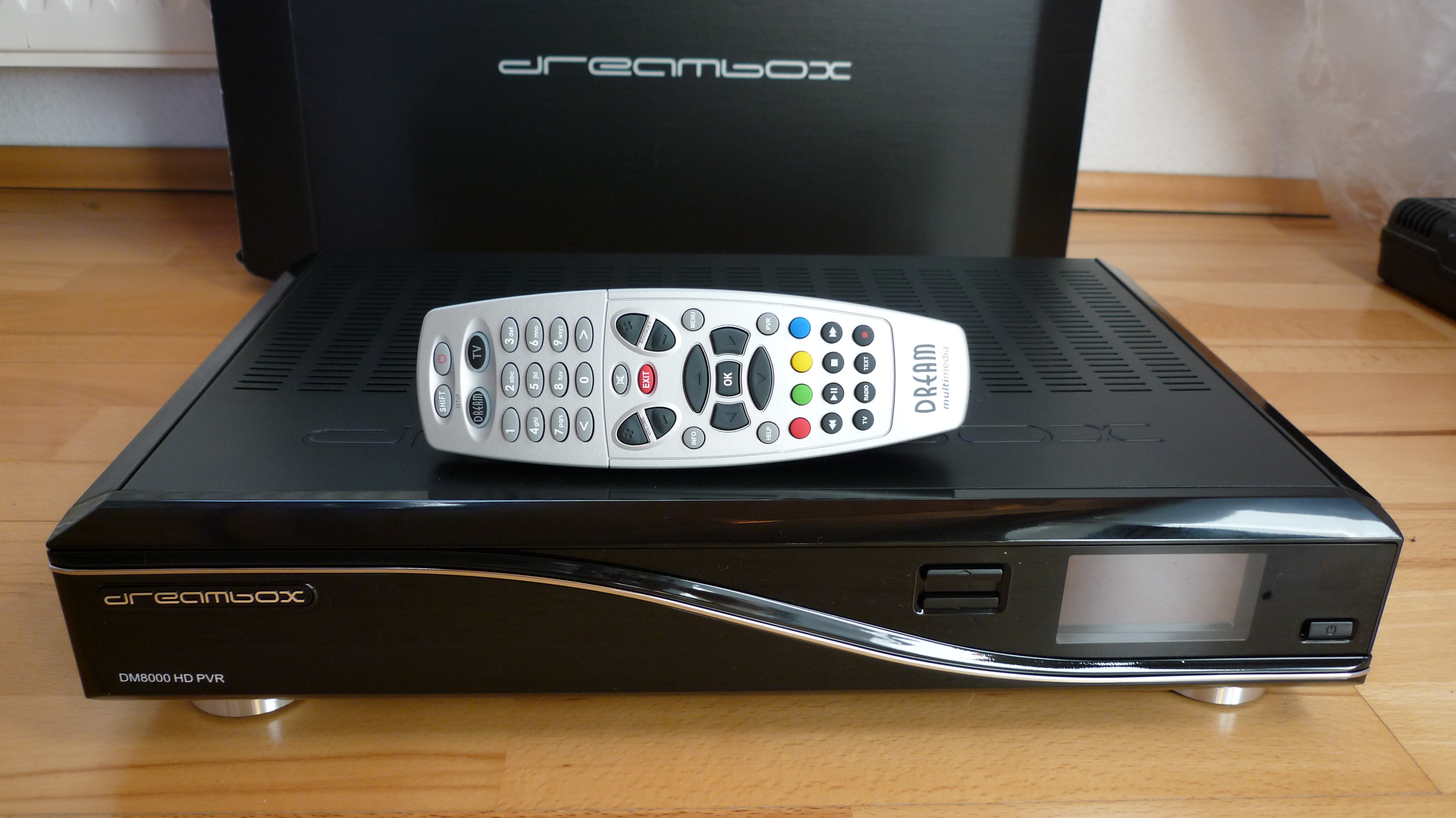
DM 8000 HD PVR

### Il più completo: DM 8000 HD PVR
Il DM 8000 HD, presentato nella seconda metà del 2006 è stato di fatto messo in vendita alla fine del 2008. Esso è il nuovo modello di punta della gamma, che include anche la possibilità di usufruire della TV ad alta definizione (mediante appositi collegamenti HDMI è infatti collegabile agli schermi HDTV di ultima generazione).
Le caratteristiche: numero di canali infinito e lista di canali personalizzato; quattro tuner di cui due già integrati per sintonizzatore sat (utilizzabile sia per impianti singoli, multi-feed, motorizzati o condominiali, con calate multiple piuttosto che Unicable), digitale terrestre standard DVB-T o per cavo a seconda della versione -S, -T o -C) più altri due slot vuoti per altri due tuner che possono essere aggiunti dall'utente del tipo che preferisce; una porta ethernet Lan ad alta Velocità; porta Wifi integrata per connessioni senza filo WLAN per dati immagini e altro direttamente con router modem Wireless; due lettori di smartcard; quattro slot common interface; tre porte USB; lettori di memory card SD/mmc e compact flash; porta Sata per inserire all'interno HD di grossa capacità ed anche lettori DVD o Masterizzatori di ultima generazione; uscita Audio Ottica e coassiale per impianti HI-FI e Home Theatre; uscite Video composita, doppia scart, component, HDMI e DVI con supporto HDTV e 3D, nuovo processore 400 MHz MIPS; 128 MB Flash, 256 MB RAM.
Del DM 8000 HD la Dream Multimedia ha dovuto posticipare per diversi mesi, la data d'uscita ufficiale. Secondo altre voci di corridoio comparse su forum e siti specializzati, il DM 8000 non sarebbe mai dovuto uscire perché non avrebbe ottenuto le licenze DVB e HDTV a causa della pressione di alcuni provider, inviperiti con la Dream Multimedia a causa del dilagante fenomeno del card sharing e più in generale della presenza della porta Ethernet sui Dreambox.

### Il più piccolo HDTV: DM 500 HD
Uscito nei primi mesi del 2010, è il naturale sostituto del DM500 ( qui l'immagine).
Esso ha caratteristiche simili del fratello maggiore DM800 HD, comprese le dimensioni, ma è privo di display OLED; però è presente l'uscita HDMI priva nei modelli maggiori 800 ed 8000 HD mentre la seriale è sostituita da un ingresso USB con convertitore interno USB/RS232.
Il prezzo di lancio era fissato orientativamente sulle 369,00 Euro, poco meno dell'800 HD.

### Prototipi
Il primo Dreambox prodotto e presentato fu il DM 5600. Ne apparvero pochissimi esemplari essendo rapidamente sostituito dal DM 5620, oggi non più in produzione.
Nel 2004 furono annunciati il DM 7080 e il DM 7085, versioni potenziate rispettivamente del DM 7020 e del DM 7025, che in più includono un masterizzatore DVD dual layer per riversare su disco ottico le registrazioni senza bisogno di passare da un PC. Questi modelli si sono visti soltanto in forma di prototipo.
In realtà, sia il DM 7020 che il DM 7025 sono convertibili con l'acquisto di un kit o di una modifica (non ufficiale) che, sostituendo o modificando il frontalino, permette l'inserimento di un masterizzatore all'interno del decoder, trasformandolo di fatto in un apparecchio completamente autonomo che quindi non necessita di un computer per riversare su disco ottico le registrazioni; lo rende, inoltre, un lettore standard di DVD Video. A livello di software, alcune immagini sviluppate da terze parti permettono infatti quest'ultima possibilità.

## Software
La distribuzione standard di Linux installata nel Dreambox è in gran parte sotto licenza GPL e usa API Linux standard LIRC per permettere agli utenti di modificare le sue funzioni.
Il software di visualizzazione dei programmi televisivi e di gestione delle funzionalità VCR, è Enigma, anch'esso distribuito come software libero. La peculiarità di Enigma è la gestione dei plugins, che permette di aggiungere facilmente nuove funzioni a quelle di base: così il Dreambox diventa di volta in volta un browser internet, un aggregatore RSS, un juke box, un lettore di stream video in rete, un visualizzatore di immagini digitali etc.
Con il Dreambox 7025 è stata introdotta la versione 2 di Enigma, che sfrutta le capacità grafiche avanzate del nuovo processore ATI.
Per tutti i modelli di Dreambox sono disponibili emulatori CA facilmente reperibili su Internet che emulano i sistemi CA sviluppati da VideoGuard, Mediaguard, Irdeto, Conax, Nagravision, Viaccess, Cryptoworks e altri produttori proprietari.
Questi emulatori non sono legali, in quanto si tratta di lavori di reverse engineering che in quanto tali violano la licenza dei proprietari dei sistemi CA: il loro utilizzo tuttavia attualmente non è perseguito, se la finalità è l'utilizzo di abbonamenti regolarmente sottoscritti.
Per molti utenti Dreambox, le softcam sono spesso utilizzate per il card sharing per permettere di condividere l'utilizzo di una smart card originale su una rete di decoder, permettendo la visione a più utenti con un solo abbonamento. Anche questa pratica è illegale e penalmente perseguita quando possibile.
Vista la grande disponibilità di firmware personalizzati ed alternativi a quelli ufficiali, molto diffuso tra gli utenti Dreambox è il software FlashWizard Pro che consente di effettuare un "multi-boot" ovvero la possibilità di selezionare in fase di avvio del decoder quale immagine firmware utilizzare. Grazie a FlashWizard Pro è possibile caricare sul decoder Firmware originale e non, effettuare e ripristinare backup dei medesimi; tali potenzialità consentono di testare immagini alternative o modifiche a quella impiegata senza comprometterne l'usabilità grazie alla rapidità ed alla semplicità d'utilizzo del programma. Le immagini in multi-boot sono caricate su Pendrive USB, CompactFlash, Hard Disk o rete grazie al supporto NFS.
FlashWizard Pro è un progetto interamente sviluppato in Italia.

### Tabella Modelli Dreambox
| DM          | 7000     | 56x0     | 500           | 500 +         | 500 HD    | 600           | 7020                   | 7025 +        | 800          | 800 SE    | 8000                         | 100    |
| ----------- | -------- | -------- | ------------- | ------------- | --------- | ------------- | ---------------------- | ------------- | ------------ | --------- | ---------------------------- | ------ |
| CPU         | STB04500 | STB04500 | STBx25xx      | STBx25xx      | BCM7405   | STBx25xx      | STB04500               | Xilleon 226   | BCM7401      | BCM7405   | BCM7400                      | ST510x |
| Tipo CPU    | PPC      | PPC      | PPC           | PPC           | MIPS      | PPC           | PPC                    | MIPS          | MIPS         | MIPS      | MIPS                         | ?      |
| CPU (MHz)   | 252      | 252      | 252           | 252           | 400       | 252           | 252                    | 300           | 300          | 400       | 400                          | ?      |
| RAM (MiB)   | 64       | 64       | 32            | 96            | 256       | 96            | 96                     | 128           | 256          | 256       | 256                          | 256    |
| Flash (MiB) | 8        | 8        | 8             | 32            | 64        | 32            | 32                     | 32            | 64           | 64        | 256                          | 64     |
| Tipo Flash  | NOR      | NOR      | NOR           | NOR           | NAND      | NAND          | NAND                   | NAND          | NAND         | NAND      | NAND                         | NAND   |
| SO          | Enigma1  | Enigma1  | Enigma1       | Enigma1       | Enigma2   | Enigma1       | Enigma1, Enigma2(beta) | Enigma2       | Enigma2      | Enigma2   | Enigma2                      | ST OS  |
| DVB         | 1 × S    | 1 × S    | 1 × S / C / T | 1 × S / C / T | 1 x S2    | 1 × S / C / T | 1 × S                  | 2 × S / C / T | S+S2 / C / T | S+S2/C/T  | 2 x S+S2 (2x S/C/T optional) | 1 × S  |
| HDTV        | No       | No       | No            | No            | HDMI      | No            | No                     | No            | DVI          | HDMI      | DVI                          | No     |
| CI          | 1        | 1        | No            | No            | No        | No            | 1                      | 1             | No           | No        | 2 + 2                        | No     |
| CF          | Si       | No       | No            | No            | No        | No            | Si                     | Si            | No           | No        | Si                           | No     |
| Smart card  | 2        | 1        | 1             | 1             | 1         | 1             | 2                      | 2             | 1            | 2         | 2                            | 1      |
| USB         | 1.1      | No       | No            | No            | (2.0)     | No            | 1.1                    | 2 x 2.0       | 2 x 2.0      | 2 x 2.0   | 4 x 2.0                      | No     |
| Hard Disk   | 3.5      | No       | No            | No            | 2.5 eSATA | 2.5           | 3.5                    | 3.5           | 2.5 eSATA    | 2.5 eSATA | 3.5 eSATA + (DVD)            | No     |
| SCART       | 2        | 2        | 2             | 1             | 1         | 1             | 2                      | 2             | 1            | 1         | 2                            | 1      |
| Display     | LCD      | LCD      | No            | No            | No        | No            | LCD                    | OLED          | OLED         | OLED      | OLED                         | No     |